# Nachal Sad
Nachal Sad (hebrejsky נחל סד) je vádí na severním okraji Negevské pouště, v jižním Izraeli.
Začíná v nadmořské výšce přes 200 metrů západně od vesnice Bejt Kama. Směřuje pak k severu mírně zvlněnou a prakticky neosídlenou krajinou. Ze západu míjí pahorek Tel Nagila východně od vesnice Ruchama. Podloží je tvořeno měkkými vápenci a podél vádí se tak nacházejí četné erozní zářezy bílé barvy. Ústí pak zleva do toku Nachal Šikma.